# Galabank
Galabank est un stade de football construit en 1953 et situé à Annan.
D'une capacité de 2 504 places dont 500 assises, il accueille depuis sa création les matches à domicile de l'Annan Athletic, club membre de la Scottish Professional Football League et, entre 2012 et 2014, ceux de Mid-Annandale, club de la South of Scotland Football League.

## Histoire
Galabank a été construit en 1953 pour y accueillir les matches à domicile d'Annan Athletic, qui jouait alors en Carliste and District League et qui utilisait jusqu'alors le Mafeking Park. En 1977, ils devinrent membres de ligue senior en intégrant la South of Scotland Football League puis l'East of Scotland Football League, leur permettant ainsi de jouer la Coupe d'Écosse.
Le premier match dans cette compétition eut d'ailleurs lieu le 15 décembre 1979 contre Stranraer.
Le 3 juillet 2008, Annan Athletic fut accepté dans la Scottish Football League pour remplacer Gretna. Une commission de la League était préalablement venue inspecter Galabank, le certifiant conforme aux normes de la SFL, si ce n'était l'absence d'éclairage nocturne, ce que le club fit installer immédiatement après. Ainsi, la saison 2008-09 fut donc la première où des matches de Division Three furent joués à Galabank.
En 2012, la pelouse naturelle a été remplacée par une pelouse artificielle 3G. Entre 2012 et 2014, le club de Mid-Annandale, membre de la South of Scotland Football League, joua à Galabank en attendant que leur nouveau stade, le New King Edward Park, soit prêt.

## Affluence
Le record d'affluence a été établi le 15 septembre 2012 pour une rencontre de championnat entre Annan Athletic et les Rangers (0 - 0) avec 2 517 spectateurs (soit à guichets fermés).
Les moyennes de spectateurs pour les précédentes saisons sont :
- 2014-2015 : 393 (League Two)
- 2013-2014 : 409 (League Two)
- 2012-2013 : 641 (Division Three)

## Transport
La gare la plus proche est la gare d'Annan (en), située à 10 minutes à pied. Le stade est rapidement accessible depuis l'A74 (en) ou par l'A75 (en).